# Lipovec (ort i Tjeckien, Södra Mähren)
Lipovec är en ort i Tjeckien.   Den ligger i regionen Södra Mähren, i den östra delen av landet, 190 km öster om huvudstaden Prag. Lipovec ligger 552 meter över havet och antalet invånare är 1 045.
Terrängen runt Lipovec är huvudsakligen platt, men österut är den kuperad. Terrängen runt Lipovec sluttar söderut. Runt Lipovec är det ganska tätbefolkat, med 62 invånare per kvadratkilometer. Närmaste större samhälle är Blansko, 11,9 km väster om Lipovec. Trakten runt Lipovec består till största delen av jordbruksmark.